# یورک‌شر شمالی
یورک‌شر شمالی (به انگلیسی: North Yorkshire) یکی از شهرستان‌های کشور انگلستان است، که در ناحیه یورکشایر و هامبر قرار دارد.
این شهرستان در سال ۲۰۱۱ میلادی ۱٬۰۷۲٬۶۰۰ نفر جمعیت داشته و مرکز آن شهر نورثالرتون است.
این شهرستان در سال ۱۹۷۴
تأسیس شده‌است.

## بخش
1. بخش سلبی
2. بورو آف هاروگیت
3. کراون
4. ریچموندشایر
5. هامبلتون
6. رایدیل
7. بورو آف اسکاربورو
8. یورک
9. ردکار و کلیولند
10. میدلزبورو
11. بورو آف استاکتون-آن-تیز